# Luís Fernandes (escultor)
Luís Fernandes de Carvalho Reis (Vila Nova de Ourém, 1859 — Berlengas, 1954) foi um escultor português.

## Obras
- Monumento aos Mortos da Grande Guerra (Coimbra, 1932)[1]
- Monumento aos Mortos da Grande Guerra (Leiria, 1929)[2];
- Busto de Francisco Rodrigues Lobo (1937) na escola Francisco Rodrigues Lobo[3].